# Enipeus Vallis
L'Enipeus Vallis è una struttura geologica della superficie di Marte.